# تنضيد (بذور)

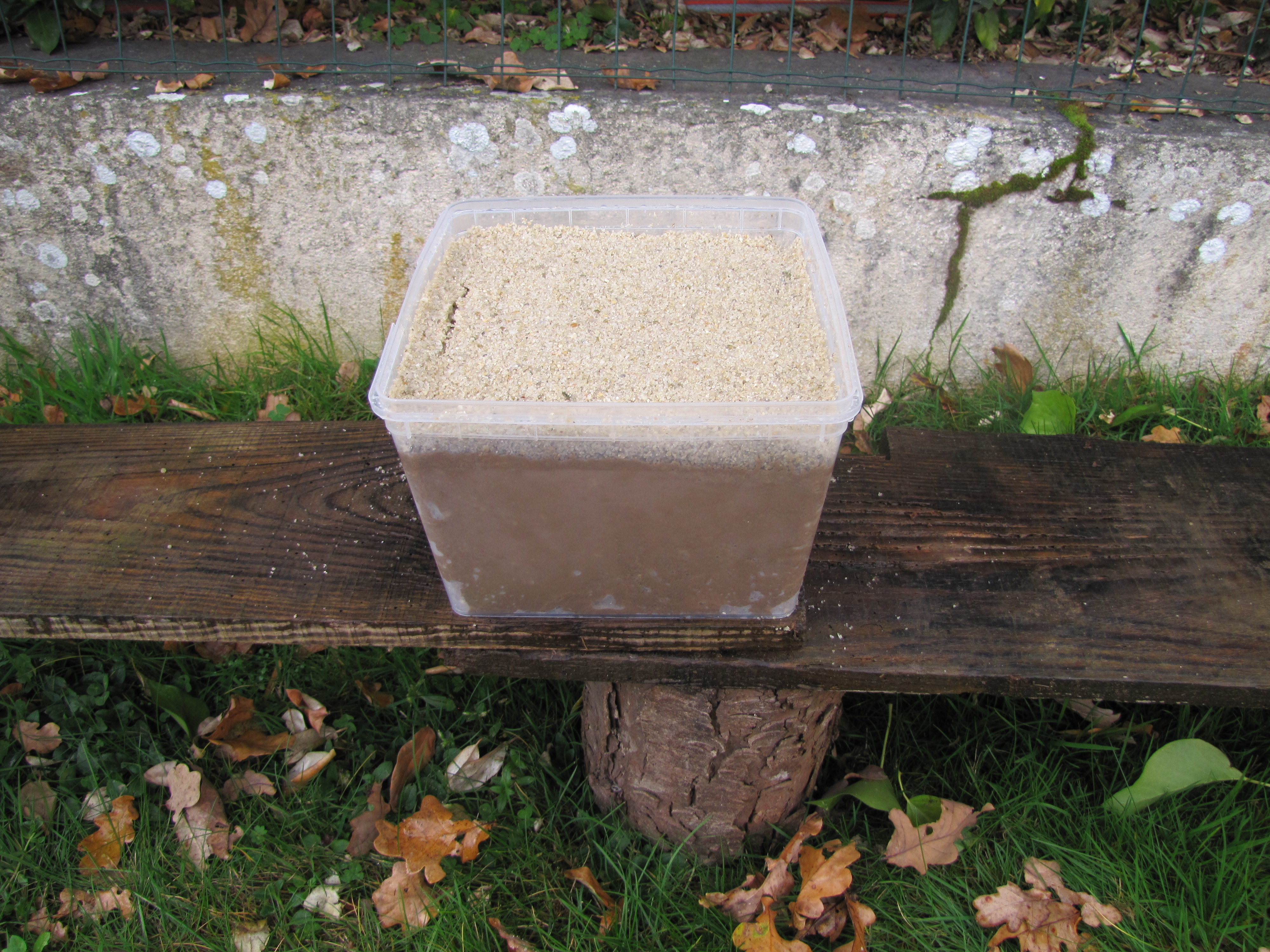
تُخزن البذور في الظل في الشتاء في وعاء من التراب والرمل

التنضيد في البستنة وعلم الزراعة يعني وضع البذور الصلبة القشور بين طبقات من الرمل الرطب لتسهيل إنتاشها والسرعة فيه. ويستعمل أيضاً للفسائل والعقل فيسهل بروز جذورها.